# Bruno Voigt
Bruno Voigt (* 20. September 1912 in Gotha; † 14. Oktober 1988 in Ost-Berlin) war ein deutscher politischer Maler, Zeichner und Grafiker. Er schuf in den 1930er Jahren im Verborgenen beißende Kommentare zum Nationalsozialismus. Seine satirischen Arbeiten wie Persil-Hitler (1933), Die Nazis sind da (1933), Angriff, Straßenkampf (beide 1932) oder Am Hakenkreuz (1934) zählen heute neben Arbeiten von John Heartfield, Hans und Lea Grundig, Johannes Wüsten, Otto Pankok, Alfred Frank und Eva Schulze-Knabe zu einer Widerstandskunst gegen das NS-Regime. Von 1951 bis 1983 leitete Voigt als Direktor die Staatlichen Museen in Gotha und ab 1954 die Ostasiatische Sammlung der Staatlichen Museen zu Berlin.

## Leben
Bruno Voigt wurde als Sohn eines Lehrers und Zeichenlehrers und einer Hausfrau im thüringischen Gotha in der Rathausstraße 11 geboren. Sein Vater engagierte sich in der Freidenkerbewegung und war Mitglied in Arbeiter- und Soldatenräten. Als fanatischer Kriegsgegner arbeitete er als Berichterstatter für die SPD-Presse und schrieb nebenberuflich Theaterkritiken. Während des Kapp-Putsches 1920 richteten Voigts Eltern in ihrem Haus ein Lazarett für verwundete Soldaten ein.
Durch sein familiäres Umfeld kam er früh in Kontakt mit der Kunst und dem Theater. Seine Cousine heiratete den Architekten Fred Forbát, der den jungen Bruno Voigt bestärkte, Maler und Grafiker zu werden. 1929 wurde er Schüler von Walther Klemm an der Akademie der Bildenden Künste in Weimar, wo er ein Atelier im Prellerhaus bezog. In Weimar befreundete sich Voigt mit dem Maler Alfred Ahner. 1931 wurde er Mitglied beim Kampfbund „Rote Einheit“ und arbeitete für die kommunistische Agitprop-Truppe „Rote Raketen“. 1932 erhielt er einen Vertrag mit dem Bavaria-Film-Verlag in München. Dieser wurde 1933 wieder aufgelöst, da seine Kunst nun als „entartet“ galt.
Im Januar 1933 wurde in Voigts Atelier das „Linkskartell der Geistesschaffenden“ zur Verhinderung des „Dritten Reiches“ gegründet, dem sich sozialdemokratisch engagierte Ärzte und andere unabhängige Persönlichkeiten anschlossen. Nach der fünften Sitzung wurde aufgrund der Machtergreifung Hitlers die Auflösung beschlossen. Daraufhin gründete Voigt mit Martin Pohle und Alfred Ahner die ASSO-Ortsgruppe Weimar. Kurz darauf erfolgte auch hier die Auflösung.
Im Sommer 1933 vernichteten SA und Polizei Bilder und Bücher in seinem Atelier. 1936 zog Voigt zu seiner Tante Hedwig Rücker nach Ulrichshalben bei Weimar, über die er den Malern Lyonel Feininger, Wassily Kandinsky und Oskar Kokoschka begegnete. Dort sorgte er unter anderem durch Gelegenheitsarbeiten für seinen Unterhalt. 1941 wurde er zum Militärdienst eingezogen und an der Ostfront zur Leningrader Blockade und in Karelien eingesetzt. Im Februar 1944 wurde Voigt schwer verwundet. Im September 1944 wurde er nach Holland verlegt, von wo er nach wenigen Tagen in englische Kriegsgefangenschaft floh. 1946 wurde er an das französische Militär überstellt und in Frankreich beim Minenräumkommando eingesetzt, gleichzeitig arbeitete er als Dolmetscher und Zeichner. Im November 1947 kehrte er aus der Kriegsgefangenschaft in die sowjetisch besetzte Zone nach Gotha zurück.
Ab 1948 besuchte Voigt die Parteischule der SED. Er wurde Stadtrat für Kultur und Erziehung in Gotha sowie Kreisvorsitzender im Kulturbund der DDR. Ab 1949 war er Mitglied der Kreisleitung der SED für Kultur und Propaganda sowie hauptamtlicher Studienleiter für die Neu-Lehrerausbildung am Berufspädagogischen Institut für Biologie, Kunst und die Geschichte der Arbeiterbewegung.
1951 wurde Voigt zum Direktor der Staatlichen Museen in Gotha ernannt. 1954 wurde er durch Vermittlung von Ludwig Justi Direktor der Ostasiatischen Sammlung der Staatlichen Museen zu Berlin, deren Sammlung er aufbaute.
Voigt war zweimal verheiratet. Aus der zweiten Ehe ging sein Sohn Lucas Voigt hervor.

## Werk
Das Werk von Bruno Voigt umfasst hauptsächlich Arbeiten auf Papier in Tusche und Aquarelltechnik. Erste Arbeiten entstanden um 1929; sie thematisieren großstädtische Café-Haus- und Straßenszenen sowie den aufkommenden SA-Terror. Zur Machtergreifung der Nationalsozialisten im Januar 1933 stand der gerade 20-jährige Voigt am Beginn seiner künstlerischen Laufbahn und hatte erst wenig öffentliche Anerkennung erfahren.
„Der Einfluss von George Grosz, Rudolf Schlichter und Karl Arnold war bei meinen Zeichnungen und Radierungen stilbildend – ich halte das nicht für ein Plagiat, sondern für eine Frage der Generation, der ich angehöre“. Nach Kontrollen durch die SA und die NSDAP siedelte er 1936 nach Ulrichshalbe um und verzichtete auf jede direkte politische Betätigung. Das unauffällige Leben im Dorf bot ihm eine relative persönliche Sicherheit. So entstand sein Werk in Isolation, ohne Förderung einer Kunstszene und unberaten durch Kritik oder Ablehnung. Zum ersten Mal öffentlich gezeigt wurden Voigts Arbeiten in der Ausstellung Revolution und Realismus. Revolutionäre Kunst in Deutschland 1917–1933 zum 50. Jahrestag der Gründung der ARBKD, die 1978 im Alten Museum in Ost-Berlin stattfand.
„Bruno Voigt ist einer der ganz wenigen Künstler, der in Nazi-Deutschland mit figurativ-politischer Kunst weitergemacht hat, und von dem nicht nur die eine oder andere Arbeit zur deutschen Wirklichkeit 1933–1945 vorliegt, sondern dessen ganzes Werk mit einer exquisiten Mischung von Analyse, Überlebenswillen und Sexismus ein satirisch durchwirkter, beißender Kommentar zur Epoche ist“.
Der Künstler selbst schätzte sein Werk vom Beginn bis Kriegsende (1929–1945) auf circa 20 Gemälde, 30 Radierungen und etwa 500 Zeichnungen. Letzte Arbeiten entstanden 1946 und 1947 in französischer und englischer Kriegsgefangenschaft, in denen Voigt seine Kriegserlebnisse in Russland verarbeitete.

## Ausstellungen

### Einzelausstellungen (Auswahl)
- 1983: Bruno Voigt. Am Vorabend der braunen Nacht, Satiricum, Greiz
- 1983/1984: Bruno Voigt. Gemälde, Zeichnungen, Grafik 1930–1948, Neue Münchner Galerie, München
- 1985: Bruno Voigt. Aquarelle, Zeichnungen, Radierungen, Galerie am Sachsenplatz, Leipzig
- 1987: Berlin in the 1920s and 1930s, a city of decadence, revolt and chaos: watercolors and drawings of Bruno Voigt, Haggerty Museum of Art/Marquette University, Milwaukee, Wisconsin
- 1988: Bruno Voigt. Arbeiten auf Papier, Galerie Bodo Niemann, West-Berlin
- 1988/1989: Bruno Voigt 1912–1988. Widerstandskunst 1933–1944, AGO-Galerie, West-Berlin
- 2005: Kurt Erhard, Bruno Voigt. Zwei Künstler der verlorenen Generation, Galerie Hebecker, Weimar

### Gruppenausstellungen (Auswahl)
- 1978/1979: Revolution und Realismus. Revolutionäre Kunst in Deutschland 1917–1933. Zum 50. Jahrestag der Gründung der ARBKD. Ausstellungskatalog, Altes Museum, Ost-Berlin
- 1981: 25 Jahre NVA, Ausstellungszentrum am Fučík-Platz, Dresden
- 1983: Maler bauen Barrikaden, Haus der Kultur und Bildung, Neubrandenburg, Rostock
- 1984/1985: Die Stadt in den Zwanziger Jahren, Galerie Bodo Niemann, West-Berlin
- 1986: Worin unsere Stärke besteht. Kampfaktionen der Arbeiterklasse im Spiegel der bildenden Kunst. Museum der Bildenden Künste, Leipzig
- 1987: Ich und die Stadt. Mensch und Großstadt in der deutschen Kunst des 20. Jahrhunderts, Martin-Gropius-Bau, West-Berlin
- 1988: Künstler im Klassenkampf. Sonderausstellung des Museums für deutsche Geschichte (Zum 60. Jahrestag der ARBKD-Gründung), Ost-Berlin

## Herausgeberschaft (Auswahl)
- Hokusai. Neun Farbholzschnitte, E. A. Seemann Verlag, Leipzig 1963

## Werkdokumentation
- Bruno Voigt. Gemälde, Zeichnungen, Grafik 1930–1948. Ausstellungskatalog, Neue Münchner Galerie, München 1983/1984.
- Bruno Voigt. Aquarelle, Zeichnungen, Radierungen. Ausstellungskatalog, Galerie am Sachsenplatz/Staatlicher Kunsthandel der DDR, Leipzig 1986.
- Berlin in the 1920s and 1930s, a city of decadence, revolt and chaos: watercolors and drawings of Bruno Voigt. Ausstellungskatalog, Haggerty Museum of Art/Marquette University, Milwaukee, Wisconsin 1987 (3 Abbildungen).
- Bruno Voigt. Arbeiten auf Papier. Ausstellungskatalog, Galerie Bodo Niemann, West-Berlin 1988 (5 Abbildungen).
- Wolfgang Thiede: Bruno Voigt 1912–1988, Widerstandskunst 1933–1944. AGO-Galerie, Berlin 1988, ISBN 978-3-927415-00-3.